# Roland Nilsson
Nils Lennart Roland Nilsson (Helsingborg, 27 november 1963) is een Zweeds voetbaltrainer en voormalig profvoetballer. Met 116 interlands voor Zweden op zijn naam hebben enkel Anders Svensson, Thomas Ravelli en Olof Mellberg er meer. Nilsson bereikte met Zweden zowel op het EK als het WK voetbal de halve finale en ook in de Europacup I bereikte Nilsson de voorlaatste ronde, hierin miste hij de cruciale strafschop tegen FC Barcelona. Met IFK Göteborg won hij in 1987 de UEFA Cup, de club  waar hij het grootste deel van zijn carrière doorbracht.

## Clubcarrière
Op 10-jarige leeftijd betrad Nilsson de jeugdopleiding van Helsingborgs IF en in 1981 debuteerde hij op de plek waar hij vrijwel zijn hele carrière speelde: als rechtsachter. Al snel werd hij een vaste waarde en twee jaar later ging hij naar IFK Göteborg, maar hier moest hij twee jaar wachten voordat hij zeker was van een basisplaats in het seizoen 1985. In de tweede helft van dit seizoen begon Göteborg aan haar Europese verrassing, door eerst Fenerbahçe SK (dankzij een 4-0 thuisoverwinning met een hattrick van Torbjörn Nilsson) en vervolgens Aberdeen FC (op basis van de uitdoelpuntenregel) uit te schakelen in de Europacup I. In de halve finale was 3-0 winst in Göteborg niet genoeg om FC Barcelona uit te schakelen, want in Camp Nou stond dezelfde uitslag op het bord dus moesten strafschoppen de doorslag geven. Doordat Francisco José Carrasco namens de Spanjaarden als enige gemist had na acht genomen strafschoppen (3-4 in het voordeel van IFK dus) was het aan Nilsson om voor het eerst een Zweedse club naar de Europacup I-finale te schieten. Zijn inzet werd echter door Javier Urruticoechea gestopt en toen na hem ook Per Edmund Mordt miste, wist Barcelona de wedstrijd alsnog in haar voordeel te beslechten.
Een jaar na de desastreuze halve finale bereikte Nilsson met IFK opnieuw Europees succes: onder meer FC Internazionale Milano werd uitgeschakeld om de UEFA Cup-finale tegen Dundee United FC te bereiken, welke gewonnen werd (1-0 en 1-1). In allebei de finalewedstrijden speelde Nilsson, in de eerste viel hij in en in de tweede verliet hij voortijdig het veld. Later dat jaar won Nilsson's Göteborg ook de Allsvenskan van 1987. Na de Allsvenskan van 1989 vertrok Nilsson bij IFK en werd hij voor £375.000 overgenomen door het Engelse Sheffield Wednesday FC.
In zijn eerste seizoen degradeerde hij met Wednesday, maar hij bleef en bracht de club meteen terug naar de First Division en won in datzelfde jaar zelfs de League Cup. Twee jaar later werd opnieuw de League Cup-finale behaald maar deze werd, net als de FA Cup-finale, verloren. Er werd echter wel weer Europees voetbal behaald in Sheffield, en dat was voor Wednesday de eerste keer in dertig jaar. Nilsson werd in zijn tijd veelvuldig geprezen en zijn belangrijke rol werd in 2007 erkend, toen hij in een verkiezing als rechtsback een plek in het beste team aller tijden van Sheffield Wednesday kreeg. In 1994 liet Nilsson aan de clubleiding weten wegens heimwee graag verkocht te willen worden aan een Zweedse club. Trevor Francis overtuigde hem tot de zomer te blijven, waarna hij gratis terug mocht keren naar Helsingborgs IF.
Nilsson bleef drie jaar bij Helsingborgs, waarmee hij onder meer tweede werd in de strijd om de Allsvenskan en de Svenska Cupen. In 1996 werd hem de Guldbollen-trofee toegekend, een prijs voor de beste Zweedse voetballer van het jaar. In 1997 wist zijn voormalige trainer bij Sheffield Wednesday, Ron Atkinson, hem over te halen terug te keren naar Engeland, Coventry City FC om precies te zijn, voor £200.000. Dankzij een slechte seizoensstart werd Atkinson echter al in november vervangen door Gordon Strachan. Er verbeterde niet veel en degradatie werd pas op de laatste speeldag voorkomen, doordat Tottenham Hotspur verslagen werd. Na een tweede seizoen keerde Nilsson wederom terug naar Helsingborgs, waar hij ook nog twee jaar bleef alvorens te stoppen met voetballen. Vervolgens werd hij trainer, maar speelde hij nog regelmatig wedstrijden als speler-trainer voor Coventry City of als spelers geblesseerd uitvielen voor GAIS.

## Interlandcarrière
Op 1 mei 1986 maakte Nilsson zijn interlanddebuut tegen Griekenland, de wedstrijd eindigde zoals deze begonnen was: 0-0. Hij vertegenwoordigde zijn vaderland bij de Olympische Spelen in 1988. Nilsson ging mee naar het wereldkampioenschap voetbal 1990, waar Zweden niet wist te overleven in een poule met Brazilië, Schotland en Costa Rica. In alle drie de wedstrijden, die allemaal met 2-1 verloren gingen, speelde Nilsson. Twee jaar later was er op eigen bodem meer succes toen op het EK als debutant de halve finale bereikt werd, waar het verenigde Duitsland met 3-2 te sterk was. Ook op dit eindtoernooi was Nilsson in elke wedstrijd aanwezig. Ook op het WK van 1994 speelde Nilsson elke wedstrijd. Ditmaal werd de groepsfase, met wederom Brazilië, wel overleefd en bereikten de Zweden zelfs verrassend de halve finale door Saoedi-Arabië (3-1) en Roemenië te verslaan. Tegen Roemenië, waar na 120 minuten een 2-2 stand op het bord stond, benutte Nilsson net als alle andere Zweden zijn penalty, waardoor de Scandinaviërs de halve finale wisten te bereiken. In de halve finale bleek Romário's Brazilië ditmaal wel de betere (1-0 door een doelpunt van Romário). In de troostfinale werd Bulgarije met 4-0 overklast. Hij speelde zijn honderdste interland voor Zweden op woensdag 10 februari 1999, toen in Tunis met 1-0 werd gewonnen van Tunesië. Nilsson's laatste eindronde was het Europees kampioenschap van 2000, waar hij alleen in de openingswedstrijd speelde. Na een defensieve fout, waaruit Bart Goor wist te scoren, liep hij een hersenschudding op en moest hij met rust gewisseld worden. Later dat toernooi kwam hij niet meer in actie. Op 11 oktober van datzelfde jaar speelde hij zijn laatste interland tegen Slowakije, die net als zijn debuut in 0-0 eindigde.

## Trainerscarrière
Ondanks dat hij al gestopt was als voetballer, werd Nilsson op 10 september 2001 als speler-interim-trainer aangesteld van Coventry City, nadat Gordon Strachan na degradatie en een slechte seizoensstart zijn ontslag aanbood. Toen hij het team aardig op de rit had, werd hij aangesteld als speler-trainer en bracht hij Coventry na de jaarwisseling naar de eerste plek. Hierna ging het bergafwaarts en besloot Nilsson zich als trainer volkomen op de klus als coach te richten. In april 2002 raakten ook de play-offposities uit zicht en werd Nilsson op 16 april 2002 ontslagen.
Na zijn ontslag ging Nilsson als jeugdcoach aan de slag bij Helsingborgs totdat hij in december 2003 als hoofdcoach werd aangesteld bij GAIS Göteborg. In 2005 promoveerde Nilsson's team na zes jaar terug naar de Allsvenskan. In oktober 2007 tekende Nilsson een contract bij Malmö FF, de aartsrivaal van zowel Helsingborgs als IFK Göteborg, de twee oude clubs van Nilsson. Na twee seizoenen in de middenmoot in 2008 en 2009 wist Nilsson's Malmö in 2010 de Allsvenskan te winnen. In 2011 won hij ook zijn laatste wedstrijd als trainer van Malmö, alvorens een contract te tekenen bij FC København. Na een half jaar als eindverantwoordelijke werd hij echter ontslagen, op 9 januari 2012, ondanks het feit dat København op dat moment de ranglijst aanvoerde.
Sinds augustus 2017 coacht Nilsson het Zweeds voetbalelftal onder 21.